# 13e conseil des ministres du Canada

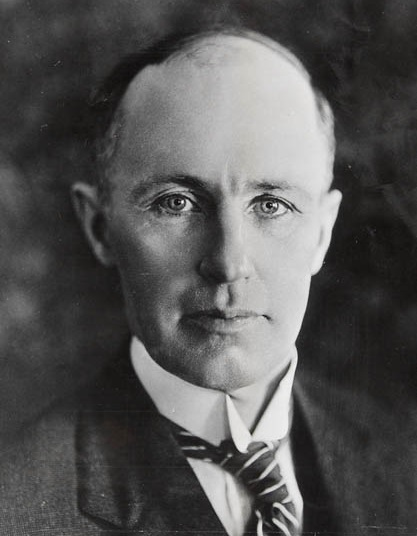
Arthur Meighen, Premier ministre du Canada en 1926

Le 13e conseil des ministres du Canada fut formé du cabinet durant le gouvernement d'Arthur Meighen. Ce conseil fut en place du 29 juin 1926 au 25 septembre 1926, soit durant les trois derniers mois de la 15e législature. Ce gouvernement fut dirigé par l'ancien Parti conservateur du Canada. 

## Conseils des ministres et membre du cabinet
- Premier ministre du Canada

1. 1926-1926 Arthur Meighen

- Surintendant général des Affaires indiennes

1. 1926-1926 Henry Herbert Stevens (Intérim)
2. 1926-1926 Richard Bedford Bennett (Intérim)

- Ministre de l'Agriculture

1. 1926-1926 Henry Herbert Stevens (Intérim)
2. 1926-1926 Simon Fraser Tolmie

- Ministre des Chemins de fer et Canaux

1. 1926-1926 Henry Lumley Drayton (Intérim)
2. 1926-1926 William Anderson Black

- Ministre du Commerce

1. 1926-1926 Henry Herbert Stevens (Intérim)
2. 1926-1926 James Dew Chaplin

- Président du Conseil privé

1. 1926-1926 Arthur Meighen

- Ministre de la Défense nationale

1. 1926-1926 Hugh Guthrie (Intérim)
2. 1926-1926 Hugh Guthrie

- Ministre des Douanes et de l'Accise

1. 1926-1926 Henry Herbert Stevens (Intérim)
2. 1926-1926 Henry Herbert Stevens

- Ministre des Finances et Receveur général

1. 1926-1926 Henry Lumley Drayton (Intérim)
2. 1926-1926 Richard Bedford Bennett

- Ministre de l'Immigration et de la Colonisation

1. 1926-1926 Robert James Manion (Intérim)
2. 1926-1926 Henry Lumley Drayton (Intérim)

- Ministre de l'Intérieur

1. 1926-1926 Henry Herbert Stevens (Intérim)
2. 1926-1926 Richard Bedford Bennett (Intérim)

- Ministre de la Justice et procureur général du Canada

1. 1926-1926 Hugh Guthrie (Intérim)
2. 1926-1926 Esioff-Léon Patenaude

- Ministre de la Marine et des Pêcheries

1. 1926-1926 William Anderson Black (Intérim)
2. 1926-1926 Esioff-Léon Patenaude (Intérim)

- Ministre des Mines

1. 1926-1926 Henry Herbert Stevens (Intérim)
2. 1926-1926 Richard Bedford Bennett (Intérim)

- Ministre des Postes

1. 1926-1926 Robert James Manion (Intérim)
2. 1926-1926 Robert James Manion

- Ministre sans portefeuille

1. 1926-1926 Richard Bedford Bennett
2. 1926-1926 Henry Lumley Drayton
3. 1926-1926 Raymond Ducharme Morand
4. 1926-1926 John Alexander Macdonald
5. 1926-1926 Donald Sutherland

- Ministre du Rétablissement des soldats à la vie civile

1. 1926-1926 Robert James Manion (Intérim)
2. 1926-1926 Raymond Ducharme Morand (Intérim)
3. 1926-1926 Eugène Paquet

- Secrétaire d'État du Canada

1. 1926-1926 George Halsey Perley (Intérim)
2. 1926-1926 George Halsey Perley

- Solliciteur général du Canada

1. 1926-1926 Guillaume André Fauteux

- Ministre du Travail

1. 1926-1926 Robert James Manion (Intérim)
2. 1926-1926 George Burpee Ryckman

- Ministre des Travaux publics

1. 1926-1926 George Halsey Perley (Intérim)
2. 1926-1926 Edmond Baird Ryckman